# Udo Hartmann
Udo Hartmann (* 23. Februar 1970 in Eberswalde) ist ein deutscher Althistoriker.
Udo Hartmann studierte von 1990 bis 1997 Geschichte und Philosophie an der Universität Leipzig und der Freien Universität Berlin. Mit einer von Alexander Demandt betreuten Dissertation wurde er 2000 über Das palmyrenische Teilreich promoviert. 1998/99 nahm Hartmann erste Lehraufträge an der FU Berlin wahr. Von 1998 bis 2001 war er Mitarbeiter Alexander Demandts in dessen Projekt zur Spätantike. Von 2001 bis 2007 war Hartmann Wissenschaftlicher Assistent von Klaus-Peter Johne und zeitweise Lehrbeauftragter am Lehrstuhl für Alte Geschichte an der Humboldt-Universität zu Berlin, im Wintersemester 2007/2008 hatte er eine Vertretung der Assistenz für Alte Geschichte an der Technischen Universität Dresden inne.
Von 2008 bis 2010 war er als Lehrkraft für besondere Aufgaben am Lehrstuhl für Alte Geschichte der Universität Kiel tätig, im Sommersemester 2010 war er Lehrkraft für besondere Aufgaben in Alter Geschichte am Historischen Institut der Ruhr-Universität Bochum, von 2010 bis 2012 dann Projektmitarbeiter an der Universität Kiel. Seit dem Sommersemester 2012 ist Hartmann unbefristeter Wissenschaftlicher Mitarbeiter am Lehrstuhl für Alte Geschichte an der Universität Jena. Im Mai 2016 habilitierte er sich dort mit einer umfangreichen Arbeit über die spätantiken griechischen Philosophenviten, die 2018 publiziert wurde. Danach war er Privatdozent. 2024 wurde er in Jena zum außerplanmäßigen Professor ernannt.
Eines von Hartmanns Hauptforschungsgebieten ist die Begegnung orientaler und okzidentaler Kulturen im nahöstlichen Raum, wobei er sich vor allem mit den Arsakiden und frühen Sassaniden befasst. Er war neben Wissenschaftlern wie Andreas Luther, Andreas Mehl, Henning Börm, Hilmar Klinkott, Robert Rollinger und Monika Schuol Mitglied in der von Josef Wiesehöfer 1999 begründeten interdisziplinären Arbeitsgruppe Orient und Okzident, die sich speziell mit diesen Themen beschäftigte. Auch seine Dissertation erschien in der mit der Arbeitsgruppe verbundenen Schriftenreihe Oriens et Occidens. Seit Juni 2001 ist er Review-Editor für Alte Geschichte bei H-Soz-Kult.

## Schriften (Auswahl)
Monographien
- Das palmyrenische Teilreich (= Oriens et Occidens. Bd. 2). Steiner, Stuttgart 2001, ISBN 3-515-07800-2.
- Der spätantike Philosoph. Die Lebenswelten der paganen Gelehrten und ihre hagiographische Ausgestaltung in den Philosophenviten von Porphyrios bis Damaskios (= Antiquitas. Reihe 1: Abhandlungen zur alten Geschichte. Bd. 72.1–72.3). 3 Bde. Habelt, Bonn 2018, ISBN 978-3-7749-4172-4.

Herausgeberschaften
- mit Monika Schuol, Andreas Luther: Grenzüberschreitungen. Formen des Kontakts zwischen Orient und Okzident im Altertum (= Oriens et Occidens. Bd. 3). Steiner, Stuttgart 2001, ISBN 3-515-07962-9.
- mit Klaus-Peter Johne, Thomas Gerhardt: Deleto paene imperio Romano. Transformationsprozesse des Römischen Reiches im 3. Jahrhundert und ihre Rezeption in der Neuzeit.  Steiner, Stuttgart 2006, ISBN 3-515-08941-1.
- mit Elke Hartmann, Katrin Pietzner: Geschlechterdefinitionen und Geschlechtergrenzen in der Antike. Steiner, Stuttgart 2007, ISBN 3-515-08996-9.
- Klaus-Peter Johne: Kaiser, Konsuln und Kolonen. Studien zu Kaiserzeit und Spätantike. Kovac, Hamburg 2007, ISBN 978-3-8300-2707-2.
- mit Frank Schleicher, Timo Stickler: Iberien zwischen Rom und Iran. Beiträge zur Geschichte und Kultur Transkaukasiens in der Antike (= Oriens et Occidens. Bd. 29). Steiner, Stuttgart 2019, ISBN 978-3-515-12276-4.
- mit Frank Schleicher, Timo Stickler: Imperia sine fine? Der römisch-parthische Grenzraum als Konflikt- und Kontaktzone. Kohlhammer, Stuttgart 2022, ISBN 978-3-17-041012-1.